# Silene cinerea
Silene cinerea är en nejlikväxtart som beskrevs av René Louiche Desfontaines. Silene cinerea ingår i släktet glimmar, och familjen nejlikväxter. Inga underarter finns listade i Catalogue of Life.